# Chika Unigwe

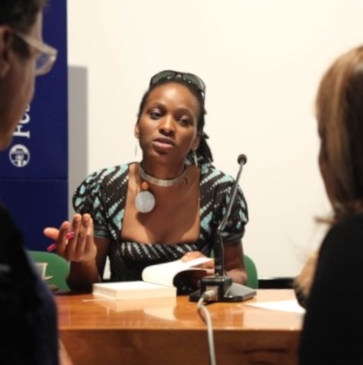
Chika Unigwe (2009)

Chika Unigwe (* 12. Juni 1974 in Enugu, Bundesstaat Enugu) ist eine belgische Schriftstellerin und Literaturwissenschaftlerin nigerianischer Abstammung, die heute in den USA lebt und primär in englischer Sprache schreibt. Ihr Werk wurde vielfach international ausgezeichnet. Zukiswa Wanner zählte sie 2012 zu den „fünf besten afrikanischen Schriftstellern“.

## Leben
Unigwe gehört dem Igbo-Volk an und wurde als sechstes von sieben Kindern geboren. Nach dem Bachelor-Abschluss (1995) in Englisch an der University of Nigeria in Nsukka folgte Unigwe ihrem Ehemann nach Turnhout in Belgien. An der Katholischen Universität Leuven erhielt sie den Grad des Masters. Im Jahr 2004 wurde Unigwe an der Universität Leiden im Fach Literaturwissenschaft promoviert. Nach einem Unesco-Aschberg-Stipendium 2007 erhielt sie eine Reihe weiterer Stipendien, die sie unter anderem nach Italien, Dänemark und Schottland führten.
Seit 2013 lebt Unigwe mit ihrer Familie in den Vereinigten Staaten. Im Jahr 2014 war sie Writer-in-Residence am Haverford College bei Philadelphia. Im Mai 2016 erhielt Unigwe eine Professur an der renommierten Brown University in Providence, Rhode Island. Sie lehrt dort kreatives Schreiben.
Unigwe ist mit Jan Vandenhoudt verheiratet und Mutter von vier Söhnen.

## Werk
Unigwe schreibt primär auf Englisch. Sie arbeitete aber teilweise eng mit ihren Übersetzern zusammen, um ihre ersten Romane ins Niederländische zu übertragen. Ihre ersten Kurzgeschichten wurden in den 1990er Jahren in Nigeria veröffentlicht. Weitere erhielten in den Jahren 2003 bis 2005 internationale Auszeichnungen. Auch ihr erster Roman De Feniks wurde 2005 mit einem Preis von Vrouw en Kultuur für das beste Debüt ausgezeichnet und 2007 für den Gerard-Walschap-Preis nominiert.
Internationale Bekanntheit erreichte Unigwe, als ihr zweiter Roman Fata Morgana 2009 auf Englisch erschien. On Black Sister’s Street (deutsch Schwarze Schwestern) gewann 2012 den mit 100.000 US-Dollar dotierten Nigeria-Literaturpreis. Ihr dritter Roman Night Dancer kam 2016 in die engere Auswahl für den Nigeria-Literaturpreis. In der Zwischenzeit war Black Messiah (2014) erschienen, der in literarischer Fiktion das Leben von Olaudah Equiano schildert.
Mit der britischen Autorin Priya Basil bestritt sie die Tübinger Poetik-Dozentur 2014, als Gäste wurden Taiye Selasi und Nii Ayikwei Parkes nach Tübingen eingeladen. Im selben Jahr nahm sie das “Hay Festival of Literature & Arts” in Hay-on-Wye in die „Africa39“-Auswahl auf, die 39 vielversprechende, afrikanische Autoren unter 40 Jahren umfasst. Im Jahr 2017 gehörte Unigwe der Jury des “Man Booker International Prize” an.
2019 wurde Unigwe in die Anthologie New Daughters of Africa von Margaret Busby aufgenommen.
Ihre Romane wurden in mehrere Sprachen, darunter Deutsch und Italienisch, übersetzt.

## Werke (Auswahl)
Romane
- De Feniks. Übersetzt von Hans van Riemsdijk. Meulenhoff, Amsterdam 2005, ISBN 90-8542-015-6. (niederländisch).
  - The Phoenix. Farafina, Lagos 2007, ISBN 978-978-48013-6-2.
- Fata Morgana. (niederländisch). Übersetzt von Hans van Riemsdijk. Meulenhoff, Amsterdam 2007, ISBN 978-90-8542-092-7.
  - On Black Sisters’ Street. Vintage, London 2010, ISBN 978-0-224-08530-4.
  - Schwarze Schwestern. Übersetzt aus dem Niederländischen von Ira Wilhelm. Tropen, Stuttgart 2010, ISBN 978-3-608-50109-4.
- Night Dancer. Jonathan Cape, London 2012, ISBN 978-0-224-09383-5.
- De zwarte messias. Übersetzt von Hans van Riemsdijk. De Bezige Bij, Antwerpen 2013, ISBN 978-90-8542-454-3.

Kurzgeschichten
- Tear Drops. Enugu 1993.
- Born in Nigeria. Enugu 1995.
- Dreams. 2004.
- Thinking of Angel. 2005.
- Borrowed Smile. 2003.
- Weathered Smiles. 2003.
- De Smaak van Sneeuw. 2003. (niederländisch).
- Anekdotes om rond de tafel te vertellen. In: Vamba Sherif, Ebissé Rouw (Hrsg.): Zwart. Atlas Contact, Amsterdam 2018, ISBN 978-90-254-5154-7. (niederländisch).
- The Day Independence Came.

Kinder- und Jugendliteratur
- A Rainbow for Dinner. Macmillan, Oxford 2002, ISBN 0-333-95588-9.

Publikationen in deutscher Sprache
- Schwarze Schwestern. Aus dem Niederländischen übersetzt von Ira Wilhelm. Tropen, Stuttgart 2010, ISBN 978-3-608-50109-4.
- mit Priya Basil: Erzählte Wirklichkeiten. Tübinger Poetik-Dozentur 2014. Swiridoff, Künzelsau 2015, ISBN 978-3-89929-319-7.

Schriften und Essays
- In the Shadow of Ala. Igbo women’s writing as an act of righting. Dissertation. Leiden 2004.
- Amara for President . In: Christa Morgenrath, Eva Wernecke (Hrsg.): Imagine Africa 2060. Geschichten zur Zukunft eines Kontinents. Peter Hammer, Wuppertal 2019, ISBN 978-3-7795-0604-1, S. 155–170.